# Washington State Open 2012
Die Washington State Open 2012 im Badminton fanden vom 18. bis zum 20. Mai 2012 in Seattle statt.

## Die Sieger
| Disziplin    | Gold                          | Silber                     | Bronze                       |
| ------------ | ----------------------------- | -------------------------- | ---------------------------- |
| Herreneinzel | Jacky Tsao                    | Curtis Stensland           | Alex La                      |
| Herreneinzel | Jacky Tsao                    | Curtis Stensland           | Alexander S. Liu             |
| Dameneinzel  | Nicole Grether                | Victoria Chen              | Charmaine Reid               |
| Dameneinzel  | Nicole Grether                | Victoria Chen              | Elisha Liu                   |
| Herrendoppel | Andy Chi Lin Li Jacky Tsao    | Chris Chung Wilson Wong    | Chak Man Chan JK R           |
| Herrendoppel | Andy Chi Lin Li Jacky Tsao    | Chris Chung Wilson Wong    | Jensen Ly Jason Wong         |
| Damendoppel  | Nicole Grether Charmaine Reid | Christine Chen Rochelle Ng | Renata Marion Baker Amy Jin  |
| Damendoppel  | Nicole Grether Charmaine Reid | Christine Chen Rochelle Ng | Crystal Chow Elisha Liu      |
| Mixed        | Andy Chi Lin Li Crystal Chow  | Chris Chung Veronica Yeung | Kevin Yu Renata Marion Baker |
| Mixed        | Andy Chi Lin Li Crystal Chow  | Chris Chung Veronica Yeung | Sam Wadsworth Daisy Lee      |